# رودخانه ویند ۲
رودخانه ویند ۲ (به انگلیسی: Wind River 2) یک فیلم جنایی و وسترن آمریکایی در حال ساخت به کارگردانی کاری اسکاگلند با بازی مارتین سنسمیر، گیل بیرمنگام، جیسون کلارک و اسکات ایستوود که دنباله‌ای بر فیلم ۲۰۱۷ می‌باشد.

## داستان
اف‌بی‌آی از چیپ هانسون، یک ردیاب تازه ساخته شده برای ماهی و بازی ایالات متحده کمک می‌گیرد تا یک سری قتل‌های آیینی را در رزرواسیونی که او خانه می‌خواند، حل کند.

## تولید
فیلمبرداری در ۱۵ مارس ۲۰۲۳ در کلگری آغاز شد و قرار است در ۲۴ آوریل ۲۰۲۳ به پایان برسد. فیلمبرداری در ابتدا قرار بود در ژانویه ۲۰۲۳ آغاز شود.